# دنیل کامبرونرو
دنیل کامبرونرو (انگلیسی: Daniel Cambronero؛ زادهٔ ۱ دسامبر ۱۹۸۷) یک بازیکن فوتبال اهل کاستاریکا است.
وی همچنین در تیم ملی فوتبال کاستاریکا بازی کرده‌است.